# Чероки (Оклахома)
Чероки (енгл. Cherokee) град је у америчкој савезној држави Оклахома.

## Демографија
По попису из 2010. године број становника је 1.498, што је 132 (-8,1%) становника мање него 2000. године.
| Група             | 2000.         | 2010.         |
| Белци             | 1.529 (93,8%) | 1.388 (92,7%) |
| Афроамериканци    | 2 (0,1%)      | 11 (0,7%)     |
| Азијати           | 0 (0,0%)      | 2 (0,1%)      |
| Хиспаноамериканци | 61 (3,7%)     | 41 (2,7%)     |
| Укупно            | 1.630         | 1.498         |